# John Calvin
John Calvin (ur. 29 listopada 1947 w Staten Island, w stanie Nowy Jork) – amerykański aktor telewizyjny i filmowy.

## Filmografia

### Filmy fabularne
- 1978: Tani detektyw (The Cheap Detective) jako Qvicker
- 1979: Norma Rae jako Ellis Harper
- 1979: Kalifornijskie marzenie (California Dreaming) jako Rick
- 1982: Kochać się (Making Love) jako David
- 1983: Sitcom (TV) jako Bronco Gooseberry Jr.
- 1984: Powietrzny wilk (Airwolf, TV) jako Blaze
- 1984: Ghost Warrior jako doktor Alan Richards
- 1988: Niewłaściwi faceci (The Wrong Guys) jako kapitan FBI
- 1989: Śmierć przed kamerą (Mike Hammer: Murder Takes All, TV) jako Carl Durant
- 1990: W środku tarczy (Primary Target) jako Cromwell
- 1991: Critters 3 jako Clifford
- 1992: Borys i Natasza (Boris and Natasha, TV) jako Harve
- 1992: Prawie w ciąży (Almost Pregnant) jako Gordon „Rip” Mallory
- 1992: Magiczna bańka (Unbecoming Age) jako Charles
- 1994: Dragonworld jako Bob Armstrong

### Seriale TV
- 1972–1973: The Paul Lynde Show jako Howie Dickerson
- 1974: Columbo jako Charlie Shoup
- 1974: McCloud jako reporter
- 1974–1975: Petrocelli jako sędzia
- 1975: Harry O jako Thaddeus Staffenbecker
- 1975: Rekruci (The Rookies) jako Wally
- 1977: Aniołki Charliego (Charlie’s Angels) jako sierżant Danner
- 1977: Prywatny detektyw Jim Rockford (The Rockford Files) jako Preston Garnett
- 1978: Barnaby Jones jako Andy Godwin
- 1978: Kaz (serial telewizyjny)
- 1979: Osiem wystarczy (Eight Is Enough) jako Marty
- 1980: Stąd do wieczności (From Here to Eternity) jako porucznik Ken Barrett
- 1980: When the Whistle Blows jako Blake
- 1981: Magnum (Magnum, P.I.) jako Gary, diler narkotykowy
- 1981: Hart to Hart jako Sam Henderson
- 1982: Matt Houston jako Todd Gallagher
- 1982: Taxi jako Doug Blakely
- 1982–1983: Opowieści złotej małpy (Tales of the Gold Monkey) jako wielebny Willie Tenboom
- 1983: Magnum (Magnum, P.I.) jako Nick
- 1984: Airwolf jako Hergos / Blaze
- 1984: Nieustraszony (Knight Rider) jako Simon
- 1984: Matt Houston jako Randall Prescott
- 1984: Śledztwo na cztery ręce (Partners in Crime)
- 1985: Mike Hammer jako Pete Kingman
- 1985: Drużyna A (The A-Team) jako Madrid
- 1985: Hardcastle i McCormick (Hardcastle and McCormick) jako Peeples
- 1985: V (serial telewizyjny) jako dr Stephen Maitland
- 1985: Miałem trzy żony (I Had Three Wives)
- 1985: Hollywood Beat jako Dawson
- 1985: Hunter jako Bradley Woolsey
- 1985: T.J. Hooker jako Lester
- 1985: Na wariackich papierach (Moonlighting) jako Charles Wright
- 1985: Strach na wróble i pani King (Scarecrow and Mrs. King) jako Robert Zorbel
- 1986: Simon i Simon (Simon & Simon) jako Lars
- 1987: Airwolf jako pułkownik Steve Coombs
- 1987: Nocny trybunał (Night Court) jako Pete Peterson
- 1987: Autostrada do nieba (Highway to Heaven) jako Paul Burke
- 1987: Rycerze z Houston (Houston Knights) jako Keith Blanchard
- 1987–1988: Dallas jako Wilson Cryder
- 1988: Magnum (Magnum, P.I.) jako Arthur Wainwright
- 1988: Nasz dom (Our House) jako Ken
- 1988: Simon i Simon (Simon & Simon) jako Stan Marchand / Terry McCabe
- 1989: Zagubiony w czasie (Quantum Leap) jako Buddy Wright
- 1989: Mission: Impossible jako Doyle
- 1989: Matlock jako major Brian Barelli / Cal Ritter
- 1989–1990: Dni naszego życia (Days of Our Lives) jako Arthur Downey
- 1990: Anything But Love
- 1990: Napisała: Morderstwo (Murder, She Wrote) jako Philip Royce
- 1990: The Trials of Rosie O’Neill jako Johann Niesen
- 1990: Obcy przybysze (Alien Nation) jako Rick Parris
- 1991: Prawnicy z Miasta Aniołów (L.A. Law) jako pan Ingalls
- 1992: Rodzina Torkelsonów (The Torkelsons) jako Michael
- 1992: Świat pana trenera (Coach) jako Tom Richman
- 1992: Tequila i Bonetti (Tequila and Bonetti)
- 1993: Black Tie Affair jako Christopher Cody
- 1993: Delta jako Wesley Harper
- 1994: Renegat (Renegade) jako Tracy Harris
- 1994: Sisters jako dr Droan
- 1994: Strażnik Teksasu (Walker, Texas Ranger) jako Mitch Cutter
- 1995: The George Wendt Show jako Steve
- 1995: W upalną noc (In the Heat of the Night) jako Kerry Madigan
- 1995: Na celowniku (Pointman) jako Al Farley